# Gayle Laakmann McDowell
Pour les articles homonymes, voir McDowell.
Gayle Laakmann McDowell (née en 1982) est une fondatrice, développeuse et autrice. Elle est connue pour un livre de développement de carrière Cracking the Coding Interview.

## Biographie

### Éducation
McDowell a fait ses études à l' Académie épiscopale  et à l'université de Pennsylvanie où elle a obtenu un baccalauréat en ingénierie (BSE) et un master en ingénierie (MSE) en informatique en 2005.

### Carrière
Après avoir travaillé comme ingénieur logiciel pour Google, elle a rejoint une petite start-up financée par capital-risque en tant que vice-présidente (VP) de l'ingénierie, avant d'obtenir une maîtrise en administration des affaires (MBA) de la Wharton School de l'université de Pennsylvanie.
McDowell a ensuite fondé sa propre entreprise, CareerCup.com, qui aide les gens à se préparer à des entretiens dans des entreprises de technologie.
Publié pour la première fois en 2008, son livre Cracking the Coding Interview fournit des conseils sur les entretiens d'embauche techniques et comprend des solutions à des exemples de questions d'entretien de codage.
Elle a également publié des livres sur Cracking the PM Interview (pour les chefs de produit), Cracking the PM career  et Cracking the Tech Career.
Son travail a été couvert par la presse : le New York Times, The Guardian, The Wall Street Journal, USA Today, U.S. News & World Report, et Fast Company (magazine).

## Récompenses et honneurs
McDowell a prononcé le discours de remise des diplômes de l'école d'ingénierie et de sciences appliquées de l'université de Pennsylvanie en 2016,,.